# Переходимо до кохання (мінісеріал)
«Переходимо до любові» (рос. «Переходим к любви» — радянський 2-серійний фільм 1975 року, знятий на Кіностудії ім. О. Довженка. За мотивами однойменного роману Павла Загребельного.

## Синопсис
Робітник Дмитро Череда — відома людина на заводі, про нього пишуть в газетах. Першим розчаруванням в житті Дмитра стало нерозділене кохання до молодої співачки Валерії. Думаючи про свою артистичну кар'єру, вона легко розлучається з робочим хлопцем. Але саме в ці важкі для нього дні Дмитро дізнається, що його давно любить Клементина, з якої він давно знайомий. Дівчина набагато молодше Дмитра, і раніше він особливої уваги на неї не звертав.

## У ролях
- Володимир Конкін — Дмитро Череда
- Світлана Родіна — Валерія Кальченко
- Тамара Трач — Клементина Книш
- Тетяна Митрушина — Зінаїда, сестра Дмитра
- Анатолій Гарічев — Геннадій Вікторович Горєвой
- Геннадій Корольков — Леонід Шляхтич
- Андрій Вертоградов — Держикрай
- Наталія Наум — мати Дмитра
- Аркадій Трощановський — Матвій, батько Дмитра і Зінаїди
- Володимир Трошин — Іван Дмитрович, фронтовик
- Віра Предаєвич — Наталія Іванівна, тітка Валерії
- Олександр Савченко — Кривцун
- Віктор Демерташ — Віктор
- Микола Гудзь — знайомий Валерії, член ансамблю
- Анатолій Переверзєв — керівник комсомольської організації
- Раїса Пироженко — епізод
- Людмила Дементьєва — медсестра
- Неоніла Гнеповська — учасниця наради
- Валентин Грудінін — учасник наради
- Людмила Логійко — Люба
- Євген Гвоздьов — директор заводу
- Сергій Іванов — робітник заводу
- Григорій Боковенко — епізод

## Творча група
- Режисери-постановники: Олексій Мішурин, Олег Фіалко
- Сценарист: Олександр Сацький
- Оператор-постановник: Сергій Лисецький
- Композитор: Володимир Золотухін
- Текст пісень: Валерій Курінський
- Художник-постановник: В'ячеслав Капленко
- Звукооператор: Е. Межибовська
- Оператор: Б. Березко
- Асистенти оператора: Богдан Вержбицький, А. Москаленко
- Монтажер: Олександра Голдабенко
- Редактори: Віталій Юрченко, Т. Колесниченко
- Художник по костюмах: Л. Соколовська
- Грим: Е. Маслова, Л. Корпухіна
- Комбіновані зйомки: оператор Павло Король
- Директор картини: Михайло Левін